# Cap Canaille
Cap Canaille [kap kanaj] (okcitánsky Cap Naio) je mys na francouzském pobřeží Středozemního moře. Nachází se v departementu Bouches-du-Rhône mezi městy Cassis a La Ciotat. Skalní útes Falaises de Soubeyrannes tvořený vápencem a pískovcem z turonského období dosahuje výšky 399 metrů a je nejvyšší ve Francii. Na vrchol vede vyhlídková silnice Corniche des Crêtes, lokalita je vyhledávána také příznivci skalního lezení. Mys patří k národnímu parku Calanques.
Název pochází z latinského výrazu Canalis mons a je odvozen od místního akvaduktu.
Natáčely se zde filmy Na stromě a Taxi.